# 松井瑛介
松井 瑛介（まつい えいすけ、2000年2月8日 - ）は、日本の元子役。

## 来歴・人物
- 活動当時はNEWSエンターテインメント[1]に所属していた。
- 特技はタップダンス[1]。

## 出演作品

### テレビドラマ
- 轟轟戦隊ボウケンジャー（ANB, 2006年2月19日 - 2007年2月11日）※出演話数不明
- 私が私であるために（NTV, 2006年10月10日）
- 東京ゴーストトリップ 第1話（MXTV, 2008年4月6日）- 久本 壱也(幼少期) 役
- ここはグリーン・ウッド（MXTV, 2008年7月6日 - 9月28日）- 蓮川 一也(幼少期) 役
- モンスターペアレント 第3話（KTV, 2008年7月15日）- 寺本 優斗 役
- 土曜ワイド劇場『再捜査刑事・片岡悠介』第1作（EX, 2010年3月13日）- 犯人を目撃する男の子 役
- シューシャインボーイ（TX, 2010年3月24日）- 一郎 役
- ハガネの女 第1シリーズ（EX, 2010年5月21日 - 7月2日）- 小泉 隆行 役
- ハガネの女 第2シリーズ 第1-2,9話（EX, 2011年4月14-21日, 6月16日）- 小泉 隆行 役
- 外科医 鳩村周五郎 第9作（CX, 2012年3月16日）

### その他テレビ番組
- 「金曜日のスマたちへ」楽しんご 篇（TBS）- 楽しんご幼少役
- こたえてちょーだい!（CX）- 再現ドラマ
- 「芸能界の告白」萩原健一 篇（CX）- 本人(幼少期) 役

### 映画
- ぼくのおばあちゃん（監督: 榊英雄, 2008年12月6日公開）- 茂田 タケシ 役
- ふるさとがえり（監督: 林弘樹, 2011年4月29日公開）- たかし(少年時代) 役
- ラビット・ホラー3D（監督: 清水崇, 2011年8月17日公開）- カズキ 役

### テレビCM
- 富士通　らくらくホン「らくらく持って、でかけよう。」篇
- マクドナルド「ハッピーセット」ﾎﾟｹﾓﾝﾗﾝﾗﾝﾙｰﾗｰ - 兄 役
- DHC「パーフェクト野菜」パーフェクト野菜篇 - 子供 役
- トレインチャンネル　エプソン品川アクアスタジアム(水族館) - 男の子 役
- NHKニッパツ「きっと、ニッパツが」編 - 男の子 役
- シャディ　子ども役
- NTT西日本「宅内サービス」- 兄 役
- バンダイ「デジモンクロスローダー」

### DVD
- クリナップ - 弟 役
- ラフィーヌ財務総研　取扱説明ＤＶＤ - 息子 役

### VP
- TOYOTA インナーＶＰ（グッドデザイン賞プレゼンＶＤ）
- ソニーＢＲＡＶＩＡ　液晶テレビ
- カシオ　デジカメ　メイン
- ダイハツ工業「新車発表用ビデオ」- 兄 役
- コナミ「てれしばい」ショー用VP - 兄 役

### スチール
- カシオ　デジカメ　メイン
- 西武園ゆうえんち
- 全国生活共同組合連合会「県民共済」新聞広告
- バンビ「ランドセル」2009年パンフレット
- ＮＨＫニッパツ　プレゼン用パンフレット
- 日本文教出版「小学校図工教科書」
- ベルリッツ　ビート　モデル
- 朝日新聞　企業広告